# NuArt Festival
Das NuArt Festival ist ein jährliches Streetart-Festival, das seit 2001 traditionell im September in Stavanger (Norwegen) stattfindet. Viele damit verbundene Kunstwerke sind in Stavanger, Utsira und in der Hauptstadt Oslo zu finden. Seit 2017 gibt es auch ein NuArt Festival in Aberdeen (Schottland).
Die nichtkommerzielle Veranstaltung ist ausschließlich der Straßenkunst in all ihren Formen gewidmet. Es ist eines der ältesten offiziellen „Street Art“-Festivals der Welt und lädt viele nationale und internationale Künstler ein. Die Werke sind permanente (und legale) Installationen im Stadtbild.

## Stavanger
NuArt besteht aus einer Reihe von stadtweiten Ausstellungen, Veranstaltungen, Performances, Interventionen, Debatten und Workshops zu aktuellen Trends und Bewegungen in der Straßenkunst.
Nuart Plus ist ein assoziiertes industrielles und akademisches Symposium, das der Straßenkunst gewidmet ist.
Nuart RAD ist ein assoziiertes, von der lokalen Regierung initiiertes Straßenkunstprojekt in Oslo.
2019 brachte das Festival Künstler wie 1UP, Paul Harfleet, Dr. D, Dotmaster, Edwin, Jad El Khoury, Jofre Oliveras, Julio Anaya Cabanding, OX, Nuno Viegas und Hyuro zusammen.
2015 waren die Künstler Artur Bordalo (Portugal), Bortusk Leer (Vereinigtes Königreich), Dolk (Norwegen), Dot Dot Dot (Norwegen), Ella & Pitr (Frankreich), Ernest Zacharevic (Litauen), Futura (USA), Harmen de Hoop (Niederlande), Icy & Sot (Irland), Isaac Corda (Spanien), Jamie Reid (Großbritannien), Martin Whatson (Norwegen), The Outings Project (Frankreich), Pejac (Spanien), Pixelpancho (Italien) und Sandra Chevrier (Kanada) und die US-amerikanische Fotojournalistin, Martha Cooper, die mit ihren Bildern insbesondere die Entwicklung der New Yorker Hip-Hop-Kultur dokumentiert hat, vor Ort.
Zu den eingeladenen Künstlern des Jahres 2012 gehörten der aus Los Angeles stammende Grafiker Saber sowie einige lokal bekannte Künstler und Stilrichtungen: Eine, HowNosm, Ron English und Jordan Seiler der neues Augmented-Reality-Programm auf der NuArt vorstellte und testete. 2012 waren auch die britischen Künstler Mobstr und SickBoy, Aakash Nihalani der New Yorker Meister des Klebebands sowie der Perspektive, Neils „Shoe“ Meulman der legendäre Kalligraph aus den Niederlanden, Dolk ein Streetartkünstler direkt aus Stavanger und der französische Umweltkünstler The Wa vertreten.

## Aberdeen

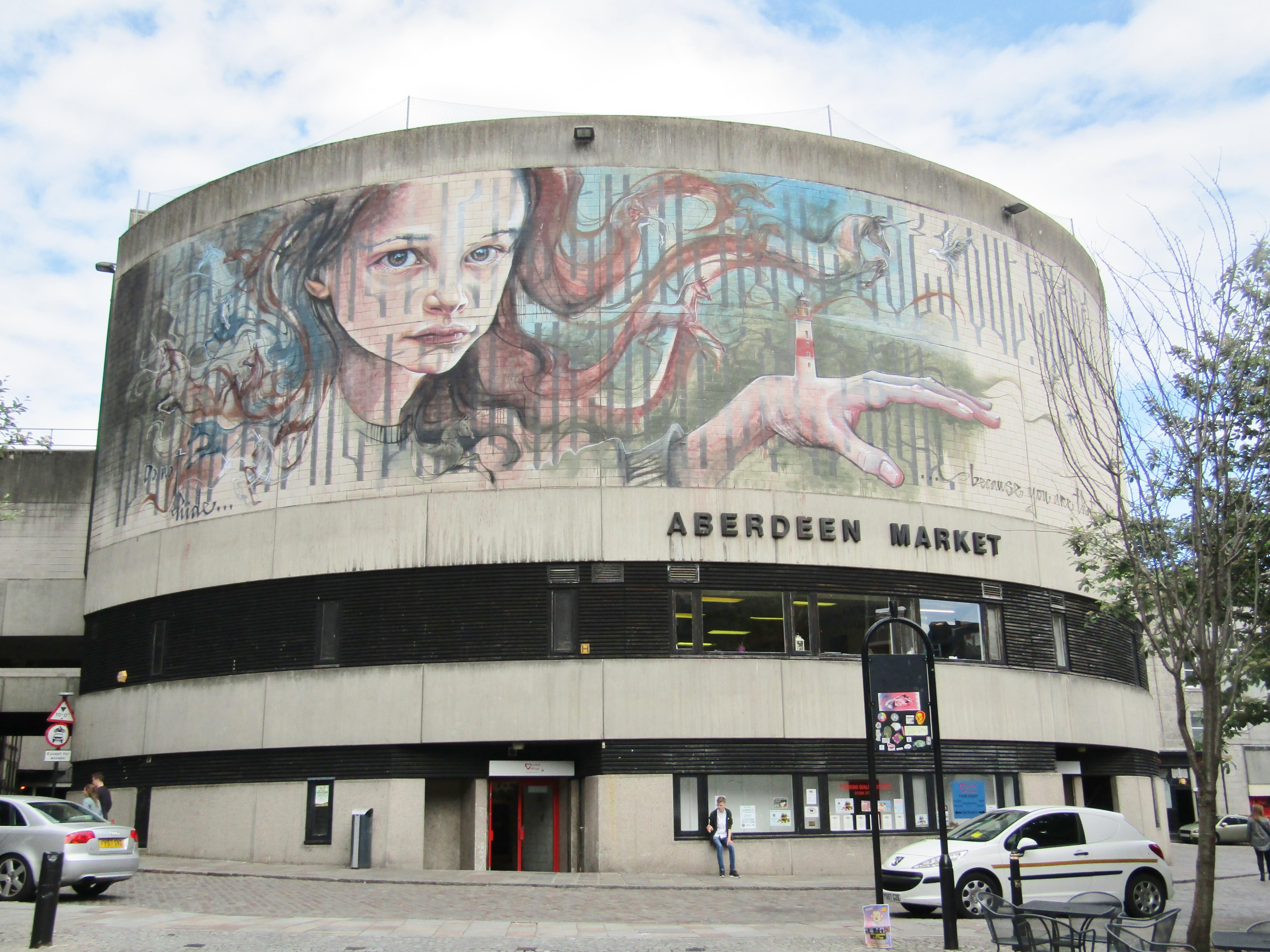
Kunstwerk an der Seite des Aberdeen-Marktes

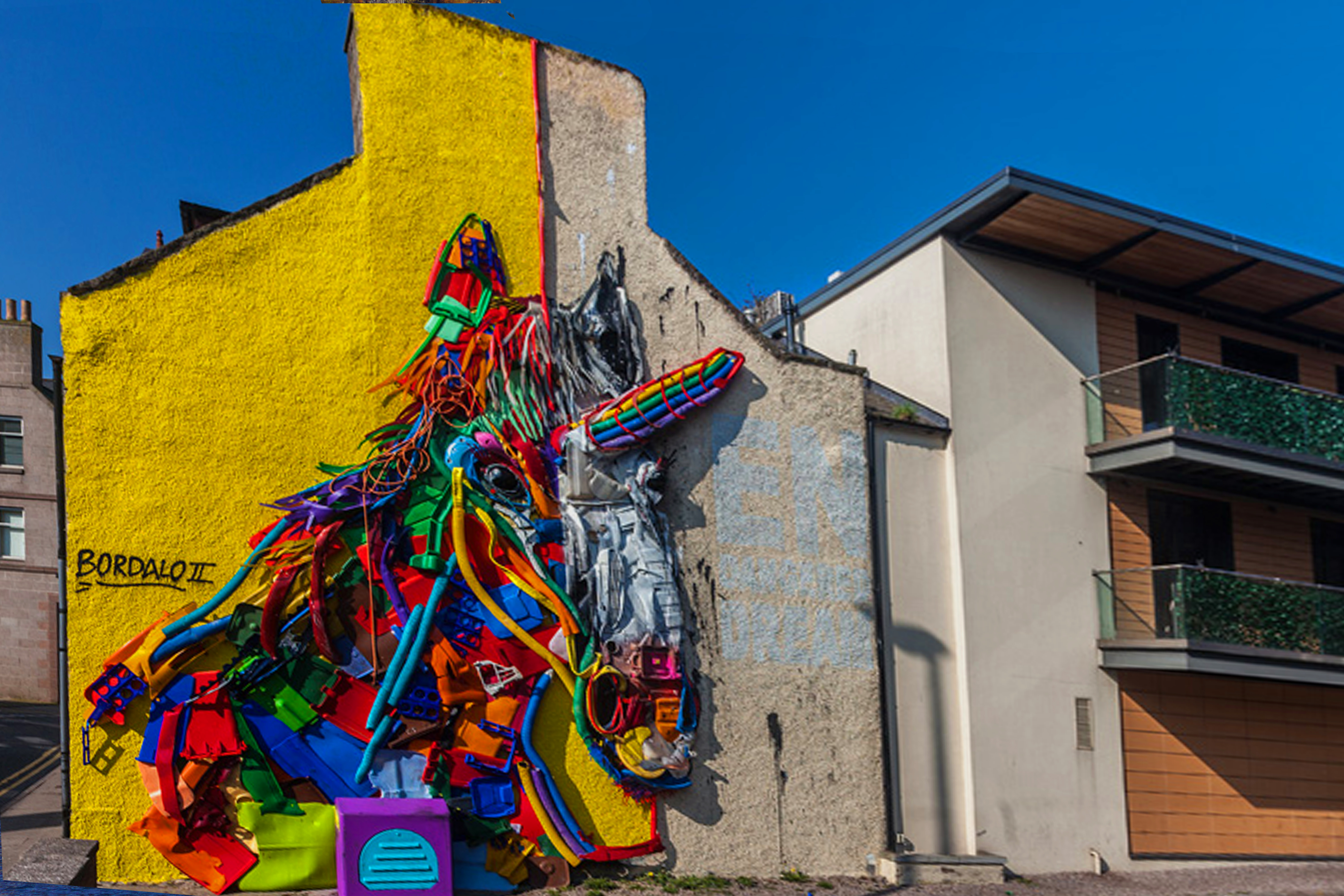
Einhorn des portugiesischen streetart Künstlers BordaloII (Artur Bordalo) auf der NuArt Aberdeen (2018)

Aberdeen ist die Stadt des Festivals NuArt, das Straßenkunst in der Stadt präsentiert. Das Festival findet seit 2017 statt. NuArt Aberdeen ist das einzige Straßenkunstfestival in Schottland und eines der führenden Festivals seiner Art im Vereinigten Königreich. Das mehrfach preisgekrönte Festival bietet lokalen, nationalen und internationalen Künstlern eine Plattform, um ihre Werke zu präsentieren und mit Unterstützung lokaler Künstler große und kleine Wandbilder, Skulpturen und Interventionen zu schaffen, die mit der Stadt, ihrer Umgebung und ihrer Geschichte in Verbindung stehen.
Im schottischen Aberdeen wurde 2017 ein großes Wandgemälde an der Außenseite des Aberdeen Market fertiggestellt.
Das Festival sollte im Mai 2020 in Aberdeen stattfinden, wurde aber wegen der COVID-19-Pandemie abgesagt, kehrte 2021 in reduzierter Fom und mit der größten Paste-up-Wand der Welt zurück. Im Jahr 2022 wird das Festival wieder in vollem Umfang stattfinden, zusammen mit kostenlosen Führungen.